# Chó Gampr Armenia
Chó Gampr Armenia (tiếng Armenia: գամփռ gamp'ṙ) là một con chó giám sát gia súc có nguồn gốc từ vùng Cao nguyên Armenia. Nó không được các tổ chức hoặc câu lạc bộ chuyên về chó công nhận như một giống chó bởi vì nó là một loài biến dị tại chỗ trong quá trình thuần hóa.

## Ngoại hình
Chó Gampr hiện đại đã thay đổi rất ít trong suốt lịch sử tồn tại của nó ở vùng Cao nguyên Armenian. Đây là một trong số ít các giống tự nhiên không bị chọn lọc bởi kiểu hình. Chúng bảo tồn các biến thể di truyền mà các giống chó khác đã có thời sơ khai. Biến thể di truyền này được thúc đẩy một cách tự phát và, trong một số trường hợp, giao phối định kỳ có chủ ý với những con chó sói bản địa (vẫn còn hiện diện). Chó Gampr khác với các loài chó khác ở sức khoẻ, tính độc lập, trí thông minh, bản năng tự bảo tồn mạnh mẽ, khả năng phòng thủ và bảo vệ vật nuôi đáng tin cậy, và sự thân thiện đặc biệt với con người.
Đầu con chó núi này lớn, có khung xương rõ rệt và phát triển tốt nhưng thiếu xương gò má nổi bật. Lưng rộng, thẳng, cơ bắp và khỏe mạnh. Chiều cao ở chó đực là 65 cm (26 in) hoặc hơn, và ở chó cái là 62 cm (24 in) hoặc hơn. Cân nặng tỷ lệ thuận với tổng kích thước của con chó và thường thay đổi từ 45 đến 60 kilôgam (99 đến 132 lb).
Loài chó Gampr của Armenia có lớp lông lót được phát triển tốt, để bảo vệ nó dưới những điều kiện khắc nghiệt. Tùy thuộc vào độ dài của lông, có hai loại: lông dài, và lông ngắn và dày. Màu lông màu nâu hoặc trên người có những khoảng màu loang lổ là không thích hợp theo tiêu chuẩn giống.